# Penicillidia indica
Penicillidia indica är en tvåvingeart som beskrevs av Scott 1925. Penicillidia indica ingår i släktet Penicillidia och familjen lusflugor. Inga underarter finns listade i Catalogue of Life.